# Ignaz Rudolph Schiner
Ignaz Rudolph Schiner (Fronsburg, 1813 – Vienna, 6 luglio 1873) è stato un entomologo austriaco.
Schiner era specializzato nel campo dei Ditteri. Le sue collezioni entomologiche sono conservate presso il Museo di Storia Naturale di Vienna.

## Descrizioni attribuite a Schiner
- Hilarimorpha (1860)
- Blephariceridae (1862)
- Brachycera (1862)
- Nematocera (1862)
- Hesperinus conjugens (1868)